# Suzanne Georgette Charpentier
Suzanne Georgette Charpentier (művészneve: Annabella) (Saint-Maur-des-Fossés, 1907. július 14. – Neuilly-sur-Seine, 1996. szeptember 18.) francia színésznő.

## Életpályája
Abel Gance filmrendező fedezte fel a Napóleon (1927) című produkciójában a kamera elé állította. A figyelmet már a hangosfilm korszakban René Clair irányította rá (A millió, 1931), majd a magyar Fejős Pál adta neki az egyik legösztönzőbb feladatot, amikor Budapesten rábízta a Tavaszi zápor című koprodukciós filmjének főszerepét, egy kis cselédlány figuráját. Tehetségét igazolta, hogy a számára idegen környezetben is emlékezetes alakítást nyújtott. Az 1930-as évek egyik legnépszerűbb művésze, Jean-Pierre Aumont-tal, Charles Boyer-val, majd Tyrone Powerrel játszott több ízben együtt. 1937-ben Angliába, innen 1938-ban az USA-ba ment. 1947-ben visszatért Franciaországba, később Spanyolországban telepedett le. Fiatalabb korában eszményi naiva volt, majd a vígjátéki szerepkört a drámai hősnőivel cserélte fel. Fellépett színpadon is, többek között Molnár Ferenc Liliomában.

## Magánélete
1930–1932 között Albert Sorre volt a férje. 1934–1938 között Jean Murat (1888–1968) francia színész volt a párja. 1939–1948 között Tyrone Power (1914–1958) amerikai színésszel alkotott egy párt.

## Filmjei
- Napóleon (1927)
- A millió (1931)
- Az amerikai fiú (1932)
- Tavaszi zápor (1932)
- Mégis szép az élet (1933)
- Csókszüret/Július 14. (1933)
- Karaván (1934)
- Varieté (1935)
- Anne Marie (1935)
- A spanyol légió/A zászló (1936)
- Vacsora a Ritzben (1937)
- Külvárosi szálloda (1938)
- Suez (1938)
- Utolsó szerelem (1949)
- Don Juan (1950)
- Égő föld (1951)

## Díjai
- A Velencei Filmfesztivál: Volpi Kupa (1936)